# Thượng Kiến
Thượng Kiến (tiếng Mãn: ᡧᠠᠩᡤᡳᠶᠠᠨ, Möllendorff: Šanggiyan, Abkai: Xanggiyan, chữ Hán: 尚建 hoặc 尙建; 1606 – 1630) là một Tông thất của nhà Thanh trong lịch sử Trung Quốc. Ông sinh vào giờ Tý, ngày 26 tháng 9 (âm lịch) năm Minh Vạn Lịch thứ 34 (1606) trong gia tộc Ái Tân Giác La, là con trai trưởng của Nhiêu Dư Mẫn Quận vương A Ba Thái – Hoàng tử thứ bảy của Nỗ Nhĩ Cáp Xích. Mẹ ông là Đích Phúc tấn Nạp Lạt thị (纳喇氏). Ông qua đời vào giờ Sửu ngày 29 tháng 7 năm Thiên Thông thứ 4 (1630) khi mới 25 tuổi. Đến tháng 5 năm Thuận Trị thứ 10 (1653), ông được truy phong Cố Sơn Bối tử, thụy "Hiền Khác" (贤慤).

## Gia quyến
- Đích Phu nhân: Qua Nhĩ Giai thị (瓜尔佳氏), con gái của Ngô Dụ Tề (吴裕齐)
- Con trai:

1. Tô Bố Đồ (蘇布圖, 1625 - 1648), mẹ là Qua Nhĩ Giai thị. Sơ phong Phụ quốc công, sau tập Bối tử. Sau khi qua đời được truy thụy Cố Sơn Điệu Mẫn Bối tử (固山悼愍贝子). Có một con trai.
2. Cường Độ (強度. 1630 - 1651), mẹ là Qua Nhĩ Giai thị. Năm 1649 được phong Bối tử. Sau khi qua đời được truy thụy Cố Sơn Giới Khiết Bối tử (固山介洁贝子). Có một con trai.